# Coupe d'Afrique des nations de football 1984
Navigation
Libye 1982 Égypte 1986
La coupe d'Afrique des nations de football 1984 a lieu en Côte d'Ivoire du 4 au 18 mars 1984. Elle est remportée par le Cameroun pour la première fois de son histoire.

## Qualifications

### Nations qualifiés
| Pays          | Qualification     | Participations                                     |
| ------------- | ----------------- | -------------------------------------------------- |
| Côte d'Ivoire | Pays organisateur | 5 (1965, 1968, 1970, 1974, 1980)                   |
| Ghana         | Tenant du titre   | 7 (1963, 1965, 1968, 1970, 1978, 1980, 1982)       |
| Égypte        | Tour préliminaire | 8 (1957, 1959, 1962, 1963, 1970, 1974, 1976, 1980) |
| Nigeria       | Tour préliminaire | 5 (1963, 1976, 1978, 1980, 1982)                   |
| Algérie       | Tour préliminaire | 3 (1968, 1980, 1982)                               |
| Cameroun      | Tour préliminaire | 3 (1970, 1972, 1982)                               |
| Togo          | Tour préliminaire | 1 (1972)                                           |
| Malawi        | Tour préliminaire | Première participation                             |

## Tournoi final

### Groupes
Groupe A (matchs à Abidjan)
- Côte d'Ivoire
- Cameroun
- Égypte
- Togo

Groupe B (matchs à Bouaké)
- Algérie
- Ghana
- Nigeria
- Malawi

### Stades
- Stade Félix-Houphouët-Boigny (Abidjan)
- Stade de Bouaké

### Résultats

#### Groupe A
1re journée
| 4 mars 1984 | Côte d'Ivoire                     | 3 – 0 | Togo | Stade Félix-Houphouët-Boigny, Abidjan          |                                                |
| 16h         | Koffi 27e · Fofana 62e · Goba 75e |       |      | Spectateurs : 50 000 Arbitrage : Ali Bennaceur | Spectateurs : 50 000 Arbitrage : Ali Bennaceur |
| 16h         | Rapport                           |       |      | Spectateurs : 50 000 Arbitrage : Ali Bennaceur | Spectateurs : 50 000 Arbitrage : Ali Bennaceur |

| 4 mars 1984 | Égypte       | 1 – 0 | Cameroun | Stade Félix-Houphouët-Boigny, Abidjan               |                                                     |
| 18h         | Abouzaid 78e |       |          | Spectateurs : 50 000 Arbitrage : Gebreyesus Tesfaye | Spectateurs : 50 000 Arbitrage : Gebreyesus Tesfaye |
| 18h         | Rapport      |       |          | Spectateurs : 50 000 Arbitrage : Gebreyesus Tesfaye | Spectateurs : 50 000 Arbitrage : Gebreyesus Tesfaye |

2e journée
| 7 mars 1984 | Cameroun                                | 4 – 1 | Togo          | Stade Félix-Houphouët-Boigny, Abidjan |                      |
| 16h         | Djonkep 7e · Abega 21e 61e · Aoudou 45e |       | 56e Moutairou | Spectateurs : 15 000                  | Spectateurs : 15 000 |
| 16h         | Rapport                                 |       |               | Spectateurs : 15 000                  | Spectateurs : 15 000 |

| 7 mars 1984 | Côte d'Ivoire | 1 – 2 | Égypte           | Stade Félix-Houphouët-Boigny, Abidjan               |                                                     |
| 18h         | Miézan 53e    |       | 66e 72e Abouzaid | Spectateurs : 40 000 Arbitrage : Edwin Picon-Ackong | Spectateurs : 40 000 Arbitrage : Edwin Picon-Ackong |
| 18h         | Rapport       |       |                  | Spectateurs : 40 000 Arbitrage : Edwin Picon-Ackong | Spectateurs : 40 000 Arbitrage : Edwin Picon-Ackong |

3e journée
| 10 mars 1984 | Égypte  | 0 – 0 | Togo | Stade Félix-Houphouët-Boigny, Abidjan             |                                                   |
| 16h          |         |       |      | Spectateurs : 40 000 Arbitrage : Frank Valdemarca | Spectateurs : 40 000 Arbitrage : Frank Valdemarca |
| 16h          | Rapport |       |      | Spectateurs : 40 000 Arbitrage : Frank Valdemarca | Spectateurs : 40 000 Arbitrage : Frank Valdemarca |

| 10 mars 1984 | Côte d'Ivoire | 0 – 2 | Cameroun                | Stade Félix-Houphouët-Boigny, Abidjan            |                                                  |
| 18h          |               |       | 42e Milla · 61e Djonkep | Spectateurs : 40 000 Arbitrage : Mohamed Larache | Spectateurs : 40 000 Arbitrage : Mohamed Larache |
| 18h          | Rapport       |       |                         | Spectateurs : 40 000 Arbitrage : Mohamed Larache | Spectateurs : 40 000 Arbitrage : Mohamed Larache |

| Place | Pays          | Pts | J | G | N | P | Buts + | Buts - | Diff. |
| 1er   | Égypte        | 5   | 3 | 2 | 1 | 0 | 3      | 1      | +2    |
| 2e    | Cameroun      | 4   | 3 | 2 | 0 | 1 | 6      | 2      | +4    |
| 3e    | Côte d'Ivoire | 2   | 3 | 1 | 0 | 2 | 4      | 4      | 0     |
| 4e    | Togo          | 1   | 3 | 0 | 1 | 2 | 1      | 7      | -6    |

#### Groupe B
1re journée
| 5 mars 1984 | Ghana          | 1 – 2 | Nigeria                  | Stade de Bouaké, Bouaké                      |                                              |
| 16h         | Opoku N'ti 19e |       | 13e Nwosu · 31e Ehilegbu | Spectateurs : 10 000 Arbitrage : Dodou N'Jie | Spectateurs : 10 000 Arbitrage : Dodou N'Jie |
| 16h         | Rapport        |       |                          | Spectateurs : 10 000 Arbitrage : Dodou N'Jie | Spectateurs : 10 000 Arbitrage : Dodou N'Jie |

| 5 mars 1984 | Algérie                                  | 3 – 0 | Malawi | Stade de Bouaké, Bouaké                      |                                              |
| 18h         | Bouiche 29e · Belloumi 36e · Fergani 38e |       |        | Spectateurs : 10 000 Arbitrage : Bakary Sarr | Spectateurs : 10 000 Arbitrage : Bakary Sarr |
| 18h         | Rapport                                  |       |        | Spectateurs : 10 000 Arbitrage : Bakary Sarr | Spectateurs : 10 000 Arbitrage : Bakary Sarr |

2e journée
| 8 mars 1984 | Malawi                     | 2 – 2 | Nigeria        | Stade de Bouaké, Bouaké                             |                                                     |
| 16h         | Waya 7e (pen.) · Msiya 35e |       | 39e 41e Temile | Spectateurs : 15 000 Arbitrage : Hassan Abdel Hafiz | Spectateurs : 15 000 Arbitrage : Hassan Abdel Hafiz |
| 16h         | Rapport                    |       |                | Spectateurs : 15 000 Arbitrage : Hassan Abdel Hafiz | Spectateurs : 15 000 Arbitrage : Hassan Abdel Hafiz |

| 8 mars 1984 | Algérie                   | 2 – 0 | Ghana | Stade de Bouaké, Bouaké                        |                                                |
| 18h         | Menad 75e · Bensaoula 85e |       |       | Spectateurs : 15 000 Arbitrage : Mohamed Bahou | Spectateurs : 15 000 Arbitrage : Mohamed Bahou |
| 18h         | Rapport                   |       |       | Spectateurs : 15 000 Arbitrage : Mohamed Bahou | Spectateurs : 15 000 Arbitrage : Mohamed Bahou |

3e journée
| 11 mars 1984 | Algérie | 0 – 0 | Nigeria | Stade de Bouaké, Bouaké                      |                                              |
| 16h          |         |       |         | Spectateurs : 3 000 Arbitrage : Karim Camara | Spectateurs : 3 000 Arbitrage : Karim Camara |
| 16h          | Rapport |       |         | Spectateurs : 3 000 Arbitrage : Karim Camara | Spectateurs : 3 000 Arbitrage : Karim Camara |

| 11 mars 1984 | Ghana       | 1 – 0 | Malawi | Stade de Bouaké, Bouaké                            |                                                    |
| 18h          | Amphadu 32e |       |        | Spectateurs : 3 000 Arbitrage : Salem Mohamed Adal | Spectateurs : 3 000 Arbitrage : Salem Mohamed Adal |
| 18h          | Rapport     |       |        | Spectateurs : 3 000 Arbitrage : Salem Mohamed Adal | Spectateurs : 3 000 Arbitrage : Salem Mohamed Adal |

| Place | Pays    | Pts | J | G | N | P | Buts + | Buts - | Diff. |
| 1er   | Algérie | 5   | 3 | 2 | 1 | 0 | 5      | 0      | +5    |
| 2e    | Nigeria | 4   | 3 | 1 | 2 | 0 | 4      | 3      | +1    |
| 3e    | Ghana   | 2   | 3 | 1 | 0 | 2 | 2      | 4      | -2    |
| 4e    | Malawi  | 1   | 3 | 0 | 1 | 2 | 2      | 6      | -4    |

#### Demi-finales
| 14 mars 1984 | Égypte                      | 2 – 2 a. p. | Nigeria                     | Stade Félix-Houphouët-Boigny, Abidjan        |                                              |
| 16h          | Suleiman 25e · Abouzaid 38e |             | 43e (pen.) Keshi · 75e Bala | Spectateurs : 15 000 Arbitrage : Dodou N'Jie | Spectateurs : 15 000 Arbitrage : Dodou N'Jie |
| 16h          | Rapport                     |             |                             | Spectateurs : 15 000 Arbitrage : Dodou N'Jie | Spectateurs : 15 000 Arbitrage : Dodou N'Jie |
| 16h          | Tirs au but 7 – 8           |             |                             | Spectateurs : 15 000 Arbitrage : Dodou N'Jie | Spectateurs : 15 000 Arbitrage : Dodou N'Jie |

| 14 mars 1984 | Algérie                                         | 0 – 0 a. p.       | Cameroun                                  | Stade de Bouaké, Bouaké                             |                                                     |
| 18h( gmt)    |                                                 |                   |                                           | Spectateurs : 15 000 Arbitrage : Edwin Picon-Ackong | Spectateurs : 15 000 Arbitrage : Edwin Picon-Ackong |
| 18h( gmt)    | Rapport                                         |                   |                                           | Spectateurs : 15 000 Arbitrage : Edwin Picon-Ackong | Spectateurs : 15 000 Arbitrage : Edwin Picon-Ackong |
| 18h( gmt)    | Belloumi · Yahi · Kaci-Saïd · Guendouz · Madjer | Tirs au but 4 – 5 | Kundé · Ebongué · Aoudou · Bell · Ndoumbé | Spectateurs : 15 000 Arbitrage : Edwin Picon-Ackong | Spectateurs : 15 000 Arbitrage : Edwin Picon-Ackong |

#### Match pour la3eplace
| 17 mars 1984 | Algérie                              | 3 – 1 | Égypte                | Stade Félix-Houphouët-Boigny, Abidjan         |                                               |
| 16h          | Madjer 67e · Belloumi 70e · Yahi 88e |       | 74e (pen.) Abdelghani | Spectateurs : 500 Arbitrage : Mohamed Larache | Spectateurs : 500 Arbitrage : Mohamed Larache |
| 16h          | Rapport                              |       |                       | Spectateurs : 500 Arbitrage : Mohamed Larache | Spectateurs : 500 Arbitrage : Mohamed Larache |

#### Finale
| 18 mars 1984 | Cameroun                              | 3 – 1 | Nigeria   | Stade Félix-Houphouët-Boigny, Abidjan          |                                                |
| 16h          | N'Djeya 32e · Abega 79e · Ebongué 84e |       | 10e Lawal | Spectateurs : 27 456 Arbitrage : Ali Bennaceur | Spectateurs : 27 456 Arbitrage : Ali Bennaceur |
| 16h          | Rapport                               |       |           | Spectateurs : 27 456 Arbitrage : Ali Bennaceur | Spectateurs : 27 456 Arbitrage : Ali Bennaceur |

### Classement de la compétition
| |               |                         |
| \| Place \| Nation \| Stade de la compétition \| \| ------------------ \| ------------- \| ----------------------- \| \| Médaille d'or \| Cameroun \| Vainqueur \| \| Médaille d'argent \| Nigeria \| Finaliste \| \| Médaille de bronze \| Algérie \| Troisième \| \| 4 \| Égypte \| Quatrième \| \| 5 \| Côte d'Ivoire \| Premier tour \| \| 6 \| Ghana T \| Premier tour \| \| 7 \| Malawi \| Premier tour \| \| 8 \| Togo \| Premier tour \| |               |                         |
| Place | Nation        | Stade de la compétition |
| Médaille d'or | Cameroun      | Vainqueur               |
| Médaille d'argent | Nigeria       | Finaliste               |
| Médaille de bronze | Algérie       | Troisième               |
| 4 | Égypte        | Quatrième               |
| 5 | Côte d'Ivoire | Premier tour            |
| 6 | Ghana T       | Premier tour            |
| 7 | Malawi        | Premier tour            |
| 8 | Togo          | Premier tour            |

### Résumé par équipe
| Équipe        | Matches | Victoires | Nuls | Défaites | BP | BC | Diff. | Progression             |
| ------------- | ------- | --------- | ---- | -------- | -- | -- | ----- | ----------------------- |
| Cameroun      | 5       | 3         | 1    | 1        | 9  | 3  | +6    | Vainqueur               |
| Nigeria       | 5       | 1         | 3    | 1        | 7  | 8  | -1    | Finaliste               |
| Algérie       | 5       | 3         | 2    | 0        | 8  | 1  | +7    | Demi-finale (troisième) |
| Égypte        | 5       | 2         | 2    | 1        | 6  | 6  | 0     | Demi-finale (quatrième) |
| Côte d'Ivoire | 3       | 1         | 0    | 2        | 4  | 4  | 0     | Premier Tour            |
| Ghana         | 3       | 1         | 0    | 2        | 2  | 4  | -2    | Premier Tour            |
| Malawi        | 3       | 0         | 1    | 2        | 2  | 6  | -4    | Premier Tour            |
| Togo          | 3       | 0         | 1    | 2        | 1  | 7  | -6    | Premier Tour            |

### Équipe type de la compétition
| Gardien             | Défenseurs                                             | Milieux                                                        | Attaquants                 | Sélectionneur       |
| ------------------- | ------------------------------------------------------ | -------------------------------------------------------------- | -------------------------- | ------------------- |
| Joseph-Antoine Bell | Isaac Sinkot Ali Shehata Ibrahim Youssef Stephen Keshi | Lakhdar Belloumi Théophile Abega Taher Abouzaid Clement Temile | Djamel Menad Clifton Msiya | Radivoje Ognjanović |

### Meilleurs buteurs
- Taher Abouzaid ( Égypte) (4 buts), soulier d'or ;
- Théophile Abega ( Cameroun) (3 buts), soulier d'argent ;
- Clement Temile ( Nigeria) (2 buts), soulier de bronze ;
- Lakhdar Belloumi ( Algérie) (2 buts) ;
- Bonaventure Djonkep ( Cameroun) (2 buts).

Le gagnant du soulier de bronze a été désigné par tirage au sort par le jury de la CAF (comité d'organisation) ; les trophées ont été offerts par Adidas.
La Coupe du Fair Play a été remportée par l'Égypte. L'Algérie et le Nigeria ont été exclus de cette récompense en raison de leur match qui n'a pas respecté l'éthique sportive. La CAF a infligé une amende de six mille dollars aux fédérations algérienne et nigériane[réf. souhaitée].
25 pays africains et arabes ont diffusé par satellite des matches de la compétition[réf. souhaitée].